# Friesland: Haifischbecken
Friesland: Haifischbecken ist ein deutscher Fernsehfilm von Thomas Durchschlag aus dem Jahr 2021. Es handelt sich um die zwölfte Folge der Fernsehreihe Friesland. Der Film sollte ursprünglich am 23. Januar 2021 im ZDF als Samstagskrimi erstmals ausgestrahlt werden. Aufgrund der Handball-WM wurde die Erstausstrahlung auf den 27. Februar 2021 verschoben.

## Handlung
Die Streifenpolizisten Henk Cassens und Süher Özlügül sind nicht gerade begeistert von dem Auftrag, den sie von ihrem Vorgesetzten Jan Brockhorst erhalten haben: Sie sollen auf Geheiß des Bürgermeisters das Auto des Investmentmanagers Johann Waal durch die Stadt eskortieren. Der weltläufig auftretende Geschäftsmann ist zu Gast in Leer, um mit Unterstützung der örtlichen Wirtschaftsförderin Grit Larson bei einer Investorenkonferenz wohlhabende Einheimische mit einem hohen Renditeversprechen für das von ihm initiierte Projekt „Technologiepark Friesland Valley“ zu gewinnen. Die privaten Geldgeber sollen laut Waal eine letzte Finanzierungslücke für das Vorhaben schließen, das ansonsten von Großinvestoren aus Fernost bezahlt würde. Entstehen soll „Friesland Valley“ auf einer von der Stadt unentgeltlich zur Verfügung gestellten, zehn Hektar großen und bislang unbebauten Naturfläche, die den Standortvorteil bietet, dass dort ein transatlantisches Seekabel endet.
Cassens und Özlügül langweilen sich vor dem Hotel, in dem Waal abgestiegen ist. Zunehmend ungeduldig warten sie darauf, dass er zu der Abendveranstaltung mit den Leeraner Investoren aufbricht. Als er nicht erscheint, sehen sie schließlich in seinem Zimmer nach. Doch der Geschäftsmann ist verschwunden. Tags darauf entdeckt Bestatter Wolfgang Habedank Waal mit gebrochenem Genick in einem nagelneuen Sarg. Dieser befand sich als Vorführmodell in seinem Leichenwagen, der vorübergehend vor dem Hotel geparkt war.
Da Habedank als Verdächtiger gilt, lagern Cassens und Özlügül den Verstorbenen nicht in der Leichenhalle des Bestattungsinstituts, sondern im zum Labor umfunktionierten Kühlraum der Apotheke – zum Entsetzen von Insa Scherzingers Mitarbeiterin Melanie Harms, die bislang nicht wusste, dass ihre derzeit abwesende Chefin der Polizei regelmäßig durch illegale Obduktionen und andere gerichtsmedizinische Untersuchungen hilft. Vorsichtshalber lässt sie sich von den beiden Polizisten eine Quittung unterschreiben – über „1 männliche Leiche“.
Auf dem Gelände der Firma „Ostfriesland Cable Service“ bittet der bis vor kurzem in dem Unternehmen beschäftigte Servicetechniker Klaus Holsten die leitende Angestellte Ellen Struve, die gegen ihn ausgesprochene Kündigung zurückzunehmen. Im Gegenzug werde er ein bestimmtes Wissen für sich behalten. Struve lässt sich davon nicht beeindrucken. Sie spricht von haltlosen Anschuldigungen, die auch der Grund für Holstens Entlassung gewesen seien, und signalisiert zwei Security-Mitarbeitern, den Mann vom Grundstück zu geleiten. Als sich Holsten hastig zurückziehen will, stolpert er, stürzt zu Boden und verletzt sich leicht am Kopf, was von einer Überwachungskamera festgehalten wird.
In der Zwischenzeit ist auf die Bautafel, die auf das Projekt „Friesland Valley“ aufmerksam macht, ein Brandanschlag verübt worden; die Bautafel brannte ab. Brockhorst, der dem Technologiepark-Projekt große internationale Bedeutung zumisst, beauftragt Cassens und Özlügül mit der Aufklärung der Brandstiftung. Aus der Mordermittlung, die er selbst durchführt, sollen sie sich hingegen heraushalten. Die Streifenpolizisten ignorieren jedoch diese Anweisung. Sie beleuchten Waals Hintergrund und seine Geschäftspraktiken. Zunehmend verdichtet sich ihr Verdacht, dass der Tote ein Hochstapler war, der nicht nur in Leer mit Luftschlössern und leeren Versprechungen agiert hat, um öffentliche Fördermittel und private Investorengelder zu akquirieren und in die eigene Tasche zu stecken.
Zwei weitere Verdächtige geraten in ihr Blickfeld: Die Heilpraktikerin Rieke Holsten und der IT-Fachmann Malte Tillich. Holsten ist die Ehefrau des gekündigten Servicetechnikers Klaus Holsten, fühlt sich diesem allerdings schon seit längerer Zeit nicht mehr hingezogen und macht ihm gegenüber auch kein Geheimnis daraus. Sie betreibt im Laden gegenüber der Apotheke ein Esoterik-Geschäft. Mit der Apothekerin Melanie Harms (und offenbar auch mit deren Chefin Insa Scherzinger) führt sie einen regelrechten Kleinkrieg. Als Aktivistin, die im Kampf gegen Umweltzerstörung und Elektrosmog auch radikale Methoden befürwortet, engagiert sie sich gegen „Friesland Valley“. Tillich ist ein früherer Mitschüler von Süher Özlügül, mit dem sie als Teenagerin kurzzeitig liiert war. Er hatte ein Start-up-Unternehmen gegründet. Als dieses finanziell in Schieflage geriet, hoffte er auf die Bewilligung eines vergleichsweise bescheidenen Förderantrags, den er bei der Leeraner Wirtschaftsförderung eingereicht hatte. Doch Larson lehnte den Antrag ab, weil sie bereits den gesamten zur Verfügung stehenden Etat dem „Friesland Valley“-Projekt zugesprochen hatte. Daraufhin musste der stark verschuldete Tillich seine Firma aufgeben, und gegen ihn wurde eine Gewerbeuntersagung verfügt. Er arbeitet nun in kleinem Rahmen als freiberuflicher IT-Dienstleister – unter anderem repariert er das marode Netzwerk in Insa Scherzingers Apotheke, was er auch als Alibi für den Zeitraum angibt, in dem Johann Waal getötet wurde.
Bestatter Habedank, der ebenfalls weiter unter Verdacht steht, muss sich derweil mit Malte Tillichs Mutter Vera auseinandersetzen. Die resolute und einflussreiche Unternehmerwitwe hatte ihn nicht nur damit beauftragt, bereits zu Lebzeiten eine exklusive Beerdigung für sich zu organisieren, sondern auch seinem Rat als vermeintlichem Finanzexperten vertraut. Auf seine Empfehlung stimmte sie zu, 300.000 Euro in das „Friesland Valley“-Projekt zu investieren. Da sie nach der geplatzten Investorenkonferenz und Waals Tod ahnt, dass die an den Geschäftsmann in bar gezahlte Summe für immer verloren ist, fordert sie sie nun umgehend von Habedank zurück – und droht damit, anderenfalls seinen Ruf zu ruinieren, was sie nach und nach auch in die Tat umsetzt. Er gerät weiter unter Druck, als eine maskierte Gestalt in sein Geschäft schleicht und dort Johann Waals Aktentasche platziert. Nach einem Tipp durch einen anonymen Anrufer mit technisch verzerrter Stimme finden Cassens und Özlügül dieses Beweisstück, in dem sich noch dazu ein Beleg für das Bargeld befindet, das der Bestatter dem Investmentmanager in Vera Tillichs Auftrag übergeben hatte.
Brockhorst will davon aber nichts wissen. Cassens und Özlügül sehen einander verständnislos an, als er stolz seine eigene Hauptverdächtige präsentiert: Aus einem Bericht auf einem Nachrichtenportal, wonach die Abteilungsleiterin Ellen Struve von der „Ostfriesland Cable Service“ dem Unternehmen trotz anderslautender Gerüchte erhalten bleibt, entwickelt der Kommissar eine steile These, mit der er Struve postwendend triumphierend konfrontiert: Struve, deren Team für die Wartung der Seekabelendstelle zuständig ist, habe erkannt, welche beruflichen Chancen ihr ein bedeutsames Projekt wie „Friesland Valley“ bieten könnte, und sich bei Waal um einen Posten beworben. Dieser aber habe abgelehnt. Als Antwort auf seine implizierte Anschuldigung, dass sie den Geschäftsmann daraufhin ermordet hat, übergibt Struve Brockhorst leicht amüsiert ein von ihr angelegtes Dossier, aus dem hervorgeht, dass das Technologiepark-Projekt ein Hoax ist und Waal ein Investmentbetrüger war. Brockhorst, der bis dahin von Waals Plänen überzeugt war, ändert seine Meinung und nimmt sich nun Larson vor. Er unterstellt der Wirtschaftsförderin, gegen die mittlerweile ein Disziplinarverfahren läuft, zunächst die Komplizin des Betrügers gewesen zu sein und ihn dann ermordet zu haben.
Zwischen Süher Özlügül und Malte Tillich bahnt sich eine Neuauflage ihrer früheren Liebesbeziehung an, worauf Henk Cassens sichtlich eifersüchtig reagiert. Um sich mit Arbeit abzulenken, besorgt er sich Rieke Holstens schmutzige Gummistiefel und bittet Melanie Harms darum, die Erdanhaftungen an den Schuhen im Labor mit Bodenproben zu vergleichen, die er zuvor unweit der abgebrannten Hinweistafel genommen hat. Es stellt sich heraus, dass die Proben identisch sind. Der Brandstiftung überführt ist die Heilpraktikerin deshalb aber nicht: Sie räumt zwar ein, dort gewesen zu sein, allerdings bereits vor längerer Zeit. Auch für den Zeitpunkt von Waals Verschwinden kann sie ein Alibi nennen.
Brockhorst wird auf ein viel geklicktes Video aufmerksam, das jemand unter dem Titel „Lustige Stolperei: Ostfriesland Cable Service“ in einem sozialen Netzwerk hochgeladen hat. Es handelt sich um den von der Überwachungskamera aufgezeichneten Streit zwischen Klaus Holsten und Ellen Struve, der damit endet, dass Holsten hinfällt. Brockhorst konfrontiert Holsten mit der Aufzeichnung und wirft nach Struve und Larson nun auch ihm den Mord an Waal vor – wobei auch sein Motiv gewesen sein soll, dass er auf einen lukrativen Job bei „Friesland Valley“ gehofft, aber keinen bekommen habe. Brockhorst muss Holsten wieder gehen lassen, als Özlügül im Internet ein Alibi für ihn entdeckt: Auf Fotos ist der IT-Fachmann bei einer Computerfachmesse zu sehen, die zum Zeitpunkt von Waals Verschwinden 700 Kilometer von Leer entfernt stattgefunden hatte.
Rieke Holstens Alibi platzt anscheinend, als sich Cassens und Özlügül die Gästeliste des Hotels für den Tattag zeigen lassen. Darauf befindet sich ihr Name. Allerdings kann sie ihre dortige Anwesenheit plausibel erklären: Sie hatte sich mit ihrem „Seelenverwandten“ Wolfgang Habedank getroffen, mit dem sie eine sexuelle Affäre hat, was der Bestatter auf Nachfrage bestätigt. Beide beteuern den Polizisten gegenüber, mit der Tötung Waals nichts zu tun gehabt zu haben. Habedank hat allerdings Zweifel, dass Holsten wirklich unschuldig ist – er traut ihr die Tat offenbar zu und sagt später gegenüber Cassens und Özlügül aus, dass sie vorübergehend das Zimmer verlassen habe, als er selbst kurzzeitig eingeschlafen sei.
Klaus Holsten, der von der Affäre seiner Frau mit Habedank weiß und zunehmend verzweifelt ist, offenbart Brockhorst sein Wissen über seine frühere Chefin Ellen Struve: Diese nutzt den Wartungsauftrag für die Seekabelendstelle, um dort Datenströme anzuzapfen. Holsten stellt die These auf, dass Struve Waal als Mittäter gewinnen wollte, um den Datendiebstahl im Umfeld von „Friesland Valley“ sogar noch zu perfektionieren. Dieser aber habe abgelehnt – woraufhin sie ihn zum Schweigen bringen musste, wie nun Brockhorst schlussfolgert. Als der Kommissar Struve wenig später mit den Vorwürfen konfrontiert, versucht sie zu fliehen, wird aber von Brockhorst aufgehalten. Sie räumt ein, interne Kundendaten ihrer Firma abgegriffen zu haben, um damit ihr Einstiegsgehalt bei einem neuen Arbeitgeber zu verbessern, bestreitet aber, dass ihre illegalen Aktivitäten etwas mit internationaler Computerkriminalität zu tun gehabt haben.
Auch Malte Tillichs Alibi stellt sich als lückenhaft und somit wertlos heraus. Er hatte zur Tatzeit zwar tatsächlich an der EDV-Anlage der Apotheke gearbeitet, war dort aber zwischenzeitlich allein gewesen, da Melanie Harms für längere Zeit unterwegs war, um beim Gewerbeaufsichtsamt Anzeige gegen Rieke Holsten zu erstatten. Özlügül gegenüber hatte er das aber verschwiegen. Durch diesen Vertrauensbruch ist ihr Flirt beendet – zu Cassens großer Erleichterung, der Tillich beschuldigt, Waal ermordet zu haben, um an die 300.000 Euro seiner Mutter zu gelangen. Anschließend habe er falsche Spuren gelegt, um Habedank zu belasten. Tillich wird vorläufig festgenommen. Auch Brockhorst ist von seiner Schuld überzeugt.
Als Cassens die Unterlagen des scheinbar gelösten Falles für Brockhorst zusammenpacken will, fällt sein Blick auf die Fotos, die Klaus Holsten als Alibi gedient haben. Dabei bemerkt er, dass Holsten darauf die Gesichtsverletzung aufweist, die er sich bei seinem Sturz auf dem Gelände der „Ostriesland Cable Service“ zugezogen hat – zu einem Zeitpunkt, als die Computermesse bereits vorüber war. Die Aufnahmen werden als geschickt hergestellte Fotomontagen entlarvt, die Holsten mit Hackermethoden auf der Internetseite des Messeveranstalters platziert hat. Zudem sind auf einer Tonbandaufnahme des anonymen Anrufs, mit dem Cassens und Özlügül auf das Bestattungsinstitut aufmerksam gemacht worden sind, bei genauem Hinhören Walgesänge zu hören. Diese werden in Rieke Holstens Esoterik-Laden abgespielt.
Im Hotel erfahren Cassens und Özlügül, dass es eine Fehlbelegung gegeben hat: Waal wurde versehentlich genau das Zimmer zugewiesen, das ansonsten immer Rieke Holsten und Wolfgang Habedank als Liebesnest gedient hat.
Die Heilpraktikerin hat inzwischen ihre Sachen gepackt. Sie will Leer verlassen, um in Westpapua an einem Wiederaufforstungsprojekt teilzunehmen – ohne ihren Ehemann, aber auch ohne Habedank. Mit Melanie Harms hat sie Frieden geschlossen und räumt ihr gegenüber freimütig ein, das „Friesland Valley“-Plakat angezündet zu haben. Sie kündigt eine Klimakompensation an, um den dadurch entstandenen CO2-Ausstoß auszugleichen. Klaus Holsten kommt hinzu und drängt seine Frau, bei ihm zu bleiben. Als sie aber bekräftigt, sich in jedem Fall von ihm trennen zu wollen, wird er wütend. Er bewaffnet sich mit einer Kettensäge und sucht Habedank in seinem Institut auf. Bevor er den Bestatter mit der Säge verletzen kann, kommen Cassens und Özlügül hinzu. Sie nehmen Holsten fest, und er legt ein Geständnis ab. Demnach hatte er herausgefunden, dass sich seine Frau und Habedank regelmäßig in einem bestimmten Hotelzimmer treffen. Rasend vor Eifersucht stieß er die Tür dieses Zimmer auf und schlug sofort zu. Als er merkte, dass es nicht Habedank war, den er angegriffen hatte, sondern Waal, war es schon passiert: Der Geschäftsmann war unglücklich gestürzt und hatte sich das Genick gebrochen.
Damit ist dieser Fall gelöst, während die Brandstiftung offiziell unaufgeklärt bleibt: Rieke Holsten ist nichts nachzuweisen. Noch immer verschwunden sind die 300.000 Euro Bargeld von Vera Tillich. Da der Zimmersafe außer Betrieb war, hatte Waal sie kurzerhand unter der Matratze versteckt. Dort findet sie nun die Reinigungskraft Emmi, die von ihrem Chef Viktor immer wieder drangsaliert wird, weil sie angeblich nicht schnell genug arbeitet. Er verweigert ihr deshalb sogar die Zahlung des gesetzlichen Mindestlohns. Emmi steckt das Geld eilig ein und seufzt erleichtert.

## Produktion
Die Dreharbeiten zu Friesland: Haifischbecken fanden im Zeitraum vom 29. Juli bis zum 28. August 2020 unter dem Arbeitstitel Friesland – Der große Waal in Leer sowie in Köln und Umgebung statt.

## Rezeption

### Einschaltquoten
Die Erstausstrahlung am 27. Februar 2021 erreichte 7,66 Millionen Zuschauer, was einem Marktanteil von 23,3 % entspricht. Von den 14- bis 49-jährigen Zuschauern schalteten 0,95 Millionen ein, was einen Marktanteil von 11,5 % entspricht.

### Kritik
„Die Qualität des Drehbuchs von Georg Ludy spiegelt sich nicht zuletzt in den Leistungen des ausnahmslos sehenswerten Ensembles wider, das offensichtlich viel Freude an den geschliffenen Dialogen hatte. Neben der Kernidee vom „Friesland Valley“ beeindruckt die Geschichte vor allem durch ein verzweigtes Personen-Geflecht vieler Verdächtiger. Wie im herkömmlichen Krimi wandert das Polizistenpaar von einem zum anderen, aber die Kurzweiligkeit, mit der Regisseur Thomas Durchschlag dieses eigentlich konventionelle Erzählmuster umgesetzt hat, ist äußerst vergnüglich.“

## Hintergrund
Nachdem Sophie Dal (Süher Özlügül) in den beiden vorangegangenen Folgen pausiert hatte (von einem Kurzauftritt abgesehen), ist sie nun wieder vollständig dabei. Dafür fehlt Theresa Underberg (Insa Scherzinger), die zwar im Vorspann einen Credit erhält, im Verlauf der Handlung aber nicht zu sehen ist. Im Drehbuch wird die Abwesenheit der Apothekerin mit der Teilnahme an einer Fortbildung erklärt. Der wahre Grund ist in beiden Fällen eine Babypause der jeweiligen Schauspielerin. Um Underberg vorübergehend ersetzen zu können, war bereits in der vorangegangenen Folge, Gegenströmung, die Figur der Apothekerin Melanie Harms eingeführt worden.
Anders als in der vorherigen Friesland-Episode treten dieses Mal keine Charaktere aus Wilsberg in Erscheinung – als Hommage an die Partnerproduktion steht auf dem Schreibtisch der Wirtschaftsförderin aber eine Wilsberg-Tasse.
Als Running Gag werden insbesondere in den Dialogen zwischen Bestatter Wolfgang Habedank und der Unternehmerwitwe Vera Tillich, deren Familie ihren Wohlstand der Produktion von Konservendosen mit Makrelen verdankt, zahlreiche Begriffe und Metaphern aus der Fischerei wie „über die Reling werfen“ oder „kieloben liegen“ sowie diverse Wortspiele mit dem Namen Waal verwendet („der Waal hat auch nicht gedacht, dass man ihm hier in Leer die Gräten verbiegt“).

## Trivia
Als entscheidender Standortvorteil des „Friesland Valley“ wird häufiger eine Seekabelendstelle genannt. Das einzige Seekabel, das in der Nähe anlandet, ist das TAT-14. Es war während der Dreharbeiten noch in Betrieb, wurde jedoch am 15. Dezember 2020 und somit vor Erstausstrahlung der Folge stillgelegt.

## Running Gag
Als Running Gag ist in einer Hafen- oder Wasserszene jeder Folge, meist in einer Dialogpause, dasselbe kurze Delfingeräusch off camera im Hintergrund hörbar. In Haifischbecken erklingt es nach 1:27:11 Minuten.